# Élection gouvernorale de 1994 au Texas
L'élection du gouverneur du Texas de 1994 a lieu le 8 novembre. Le candidat républicain George W. Bush bat la sortante démocrate Ann Richards.

## Résultats

### Élection générale
| Résultats | Résultats   | Résultats      | Résultats | Résultats | Résultats |
| Partis    | Partis      | Candidats      | Voix      | %         |           |
| --------- | ----------- | -------------- | --------- | --------- | --------- |
|           | Républicain | George W. Bush | 2,350,994 | 53.48     |           |
|           | Démocrate   | Ann Richards * | 2,016,928 | 45.88     |           |
|           | Libertarien | Keary Ehlers   | 28,320    | 0.64      |           |

### Primaire républicaine
| Résultats | Résultats   | Résultats      | Résultats | Résultats | Résultats |
| Partis    | Partis      | Candidats      | Voix      | %         |           |
| --------- | ----------- | -------------- | --------- | --------- | --------- |
|           | Républicain | George W. Bush | 520,130   | 93.32     |           |
|           | Républicain | Ray Hollis     | 37,210    | 6.68      |           |

### Primaire démocrate
| Résultats | Résultats | Résultats     | Résultats | Résultats | Résultats |
| Partis    | Partis    | Candidats     | Voix      | %         |           |
| --------- | --------- | ------------- | --------- | --------- | --------- |
|           | Démocrate | Ann Richards  | 806,597   | 77.79     |           |
|           | Démocrate | Gary Espinosa | 230,310   | 22.21     |           |